# Josip Bukal
Josip Bukal (15 de novembre de 1945 - 30 d'agost de 2016) fou un futbolista bosnià de la dècada de 1960.
Fou 24 cops internacional amb la selecció iugoslava.
Pel que fa a clubs, defensà els colors de FK Željezničar i Standard Liège.